# Megalothoraca teleopsis
Megalothoraca teleopsis är en tvåvingeart som beskrevs av Willi Hennig 1938. Megalothoraca teleopsis ingår i släktet Megalothoraca och familjen Richardiidae.
Artens utbredningsområde är Colombia. Inga underarter finns listade i Catalogue of Life.